# Пробіжнянська сільська рада
Пробіжня́нська сільська́ ра́да — колишня адміністративно-територіальна одиниця та орган місцевого самоврядування в Чортківському районі Тернопільської области. Адміністративний центр — с. Пробіжна.

## Загальні відомості
Пробіжнянська сільська рада утворена в 1939 році.
- Територія ради: 5,187 км²
- Населення ради: 1 955 осіб (станом на 2001 рік)
- Територією ради протікає річка Нічлава

## Населені пункти
Сільській раді були підпорядковані населені пункти:
- с. Пробіжна

## Історія
Сільська рада утворена у вересні 1939 року.
10 грудня 2020 року увійшла до складу Колиндянської сільської громади.

## Географія
Пробіжнянська сільська рада межувала з Товстеньківською, Великочорнокінецькою, Малочорнокінецькою, Колиндянською, Швайківською сільськими радами — Чортківського району, та Гадинківською та Жабинецькою  сільськими радами — Гусятинського району.

## Склад ради
Рада складалася з 12 депутатів та голови.

### Голови ради
| Прізвище, ім'я, по батькові   | Основні відомості | Дата обрання | Дата звільнення |
| ----------------------------- | ----------------- | ------------ | --------------- |
| Скоробогач Мирослав Федорович | Сільський голова  | 1990         | 1994            |
| Винницький Зеновій Йосипович  | Сільський голова  | 1994         | 1998            |
| Натолочний Петро Павлович     | Сільський голова  | 1998         | 2002            |
| Пазюк Іван Михайлович         | Сільський голова  | 2002         | 2006            |
| Пазюк Іван Михайлович         | Сільський голова  | 26.03.2006   | 31.10.2010      |
| Пазюк Іван Михайлович         | Сільський голова  | 31.10.2010   | 25.10.2015      |
| Костецький Назар Зіновійович  | Сільський голова  | 25.10.2015   | 10.12.2020      |

Примітка: таблиця складена за даними сайту Верховної Ради України

#### Секретарі ради
| Прізвище, ім'я, по батькові | Основні відомості | Дата обрання | Дата звільнення |
| --------------------------- | ----------------- | ------------ | --------------- |
| Польова Орися Адамівна      | Секретар          | 1990         | 1994            |
| Польова Орися Адамівна      | Секретар          | 1994         | 1998            |
| Польова Орися Адамівна      | Секретар          | 1998         | 2002            |
| Польова Орися Адамівна      | Секретар          | 2002         | 2006            |
| Польова Орися Адамівна      | Секретар          | 2006         | 2010            |
| Польова Орися Адамівна      | Секретар          | 2010         | 2015            |
| Польова Орися Адамівна      | Секретар          | 2015         | 2020            |

### Депутати

#### VII скликання
За результатами місцевих виборів 2015 року депутатами ради стали:
1. Гуль Галина Ярославівна
2. Подоляк Ігор Іванович
3. Стефанюк Дарія Петрівна
4. Дуліба Оксана Романівна
5. Іванців-Бібікова Олена Степанівна
6. Варениця Галина Вікторівна
7. Рогоза Ольга Василівна
8. Варениця Ганна Афанасіївна
9. Федічкіна Людмила Валеріївна
10. Балакунець Зеновія Євгенівна
11. Крет Марія Євгенівна
12. Заруба Іван Миколайович
13. Польова Орися Адамівна
14. Сорокопуд Ігор Романович

#### VI скликання
За результатами місцевих виборів 2010 року депутатами ради стали:
1. Гуль Галина Ярославівна
2. Татаренкова Ганна Йосафатівна
3. Танасюк Оксана Миколаївна
4. Стефанюк Дарія Петрівна
5. Дуліба Оксана Романівна
6. Глух Наталія Йосипівна
7. Духніч Галина Яківна
8. Кулик Людмила Володимирівна
9. Бойчук Зіновій Матвійович
10. Костецький Богдан Ярославович
11. Юрків Олег Михайлович
12. Рогоза Ольга Василівна
13. Гіль Ярослав Іванович
14. Варениця Ганна Афанасіївна
15. Федічкіна Людмила Валеріївна
16. Веселовська Надія Олександрівна
17. Костецький Назар Зіновійович
18. Балакунець Зіновія Євгенівна
19. Кузь Богдан Васильович
20. Польова Орися Адамівна

#### V скликання
За результатами місцевих виборів 2006 року депутатами ради стали:
1. Гуль Галина Ярославівна
2. Подоляк Марія Юліанівна
3. Подоляк Ігор Іванович
4. Стефанюк Дарія Петрівна
5. Варениця Галина Вікторівна
6. Глух Наталія Йосипівна
7. Кучман Ірина Олегівна
8. Пазюк Даниїла Михайлівна
9. Бойчук Зіновій Матвійович
10. Веселовська Надія Олександрівна
11. Костецький Богдан Ярославович
12. Шмата Михайло Романович
13. Пожарнюк Микола Володимирович
14. Мацейків Іванна Михайлівна
15. Заруба Людмила Леонівна
16. Білас Ірина Орестівна
17. Заруба Микола Васильович
18. Польова Орися Адамівна
19. Кузь Богдан Васильович
20. Драган Оксана Михайлівна

#### IV скликання
За результатами місцевих виборів 2002 року депутатами ради стали:
1. Яніцька Любов Мирославівна
2. Яніцький Іван Миколайович
3. Варениця Галина Вікторівна
4. Стефанюк Дарія Петрівна
5. Сабатович Юрій Іванович
6. Пазюк Даниїла Михайлівна
7. Назар Ольга Іванівна
8. Унгурян Антон Павлович
9. Марковський Володимир Петрович
10. Ангел Ігор Антонович
11. Костецький Богдан Ярославович
12. Натолочна Марія Василівна
13. Пожарнюк Микола Володимирович
14. Вівчар Марія Миколаївна
15. Заруба Людмила Леонівна
16. Ділай Марія Йосипівна
17. Верля Ігор Зеновійович
18. Польова Орися Адамівна
19. Заруба Микола Васильович
20. Драган Оксана Михайлівна

#### III скликання
За результатами місцевих виборів 1998 року депутатами ради стали:
1. Сорокопуд Іван Володимирович
2. Яніцька Казимира Василівна
3. Польова Орися Адамівна
4. Бубенщикова Орислава Євстахівна
5. Глущенко Петро Андрійович
6. Снігур Остап Августинович
7. Середа Володимир Миколайович
8. Середа Омелян Миколайович
9. Джупіна Григорій Федорович
10. Хомко Іван Методійович
11. Федорець Богдан Михайлович
12. Коваль Марія Михайлівна
13. Задорожний Мирослав Васильович
14. Присяжний Богдан Михайлович
15. Стрільчук Орест Степанович
16. Пожарнюк Анатолій Володимирович
17. Верля Ігор Зеновійович
18. Заруба Микола Васильович
19. Крушельницька Марія Володимирівна
20. 20.Драган Оксана Михайлівна

#### II скликання
За результатами місцевих виборів 1994 року депутатами ради стали:
1. Подоляк І.І.
2. Маслянко О.П.
3. Чехніта А.О.
4. Дочак О.Г.
5. Ангел Р.П.
6. Забіяка І.О.
7. Пазюк Д.М.
8. Середа В.М.
9. Федорець Б.М.
10. Задорожний М.В.
11. Мацейків П.Й.
12. Балакунець З.М.
13. Заруба М.В.
14. Чаплінська Є.Д.
15. Польова О.А.

#### I скликання
За результатами місцевих виборів 1990 року депутатами ради стали:
1. Сорокопуд Іван Володимирович
2. Опалюх Михайло Дмитрович
3. Мельничук Галина Ярославівна
4. Чехніта Анатолій Омельянович
5. Сабатович Юрій Іванович
6. Грубаш Іван Казимирович
7. Міхайлець Марія Василівна
8. Снігур Йосип Августинович
9. Забіяка Іван Омельянович
10. Глущенко Петро Андрійович
11. Лучко Любомир Федорович
12. Легкодух Іван Григорович
13. Плечінь Теодозій Андрійович
14. Скоробогач Мирослав Федорович
15. Стрижик Роман Олександрович
16. Коломия Орислава Іванівна
17. Польова Орися Адамівна
18. Ангел Любов Антонівна
19. Іванців Альбін Володимирович
20. Лов′як Мар′ян Михайлович